# Kevin Sorbo

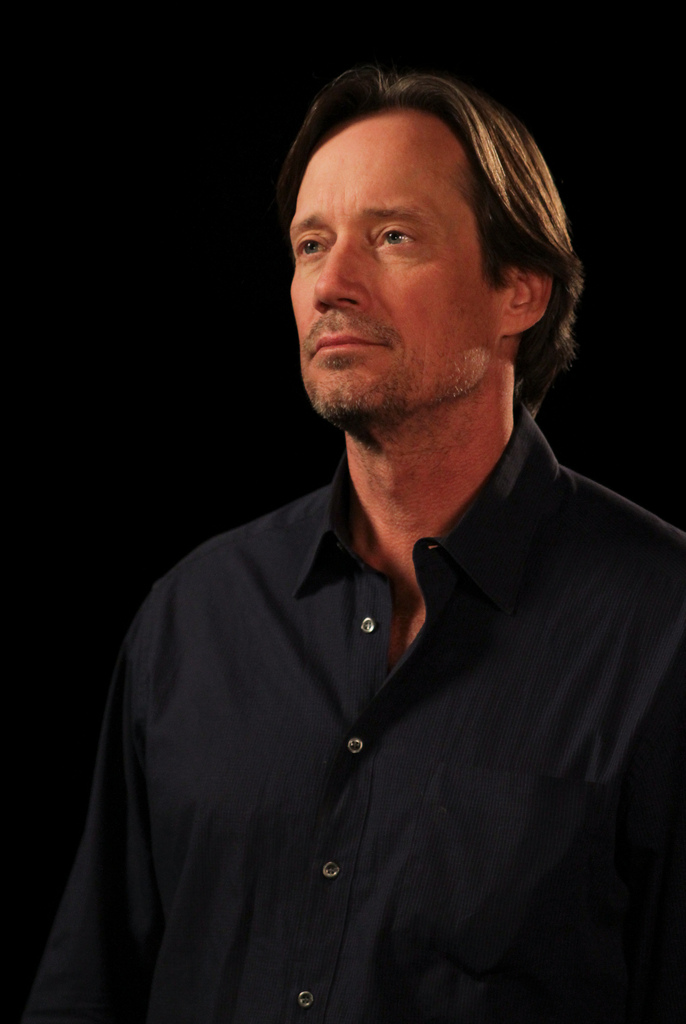
Kevin Sorbo (2013)

Kevin David Sorbo (* 24. September 1958 in Mound, Minnesota) ist ein US-amerikanischer Schauspieler und Regisseur.

## Früheres Leben und Karriere
Kevin Sorbo wurde als Sohn eines Lehrers und einer Krankenschwester geboren und entstammt einer Familie lutherischer Konfession. Sein Vater war norwegischer Herkunft, während seine Mutter britisch-deutsche Wurzeln hatte. Sorbo besuchte die Minnesota State University Moorhead, an der er zunächst ein wirtschaftswissenschaftliches Studium absolvierte. Um das Studium zu finanzieren, begann er nebenbei als Model und Werbedarsteller zu arbeiten. Damit legte er den Grundstein für seine spätere Schauspielkarriere. Bis Anfang der 1990er Jahre trat Sorbo in rund 150 Werbespots auf. Ein Höhepunkt aus dieser Zeit war ein Werbespot für einen Whiskey-Hersteller: hier prägte der Schauspieler den Satz „Das ist kein Jim Beam“.
1986 wurde Sorbo erstmals für eine Rolle in einer richtigen Fernsehserie besetzt und trat in einer Episode der Seifenoper California Clan auf. Es folgten Gastauftritte in weiteren Serien, darunter Der Polizeichef und Mord ist ihr Hobby. In der ersten Hälfte der 1990er Jahre sprach Sorbo außerdem für den Part des Superman in der Actionserie Superman – Die Abenteuer von Lois & Clark vor und bekam beinahe den Zuschlag. In letzter Minute entschieden sich die Produzenten der Serie jedoch dazu, die Rolle mit Dean Cain zu besetzen. 1994 verkörperte Sorbo eine Rolle in dem Thriller Der Mord der unschuldigen Kinder, die gleichzeitig sein Filmdebüt darstellte.
Seinen endgültigen Durchbruch hatte Sorbo Mitte der 1990er Jahre mit der Rolle des Hercules. Zunächst verkörperte er den griechischen Göttersohn und Volkshelden 1994 in insgesamt fünf verschiedenen Fernsehfilmen. Ab 1995 schloss sich dann die gleichnamige Fernsehserie an, in der Sorbo wiederum in der Hauptrolle des Hercules zu sehen war. Die von Sam Raimi mitproduzierte und in Neuseeland gedrehte Fantasyserie endete 1999 nach insgesamt sechs Staffeln, da Sorbo, der sich zukünftig anderen Projekten widmen wollte, kein Interesse an einer weiteren Vertragsverlängerung hatte. Auch in der Schwesterserie Xena – Die Kriegerprinzessin trat Sorbo in Gastauftritten als Hercules auf.
Neben seiner Paraderolle als griechischer Halbgott gab es für Sorbo bis zur Jahrtausendwende nicht viele andere erfolgreiche beziehungsweise bekanntheitsfördernde Rollen. 1997 konnte er mit dem Part des Kull in dem gleichnamigen Fantasyfilm erstmals die Hauptrolle in einer Kinoproduktion übernehmen. Der Film war allerdings nicht sehr erfolgreich und erschien in vielen Ländern direkt auf Video. Einen weiteren Erfolg konnte Sorbo ab 2000 mit der Science-Fiction-Serie Andromeda verbuchen, in der er die Hauptfigur des Raumschiffkapitäns Dylan Hunt verkörperte, der nach dreihundert Jahren Gefangenschaft im Ereignishorizont eines schwarzen Loches erwacht und versucht, die Ordnung in der chaotischen Galaxie wiederherzustellen. Diese Rolle spielte er über fünf Jahre lang in insgesamt 110 Episoden.
In den Jahren danach spielte Sorbo verstärkt in diversen Direct-to-Video-Produktionen, von denen die meisten eher mäßig erfolgreich waren. Darunter fallen unter anderem die Walking-Tall-Fortsetzungen (2007) sowie später die Mythica-Reihe (2014–2016). Im Kino sah man ihn 2008 in der von den Filmkritikern völlig zerrissenen Filmparodie Meine Frau, die Spartaner und ich. 2010 spielte er die männliche Hauptrolle in dem Filmdrama What If … Ein himmlischer Plan. Daneben war er auch weiterhin in Fernsehproduktionen zu sehen; so hatte er im Laufe der Zeit unter anderem Gastauftritte in namhaften Serien wie Two and a Half Men, O.C., California und Hawaii Five-0.
Neben seiner Arbeit als Schauspieler, war Sorbo auch wiederholt als Regisseur tätig. Zunächst inszenierte er in den Jahren 1996 und 1997 zwei Folgen der Serie Hercules. 2017 folgte der Spielfilm Let There Be Light, 2019 veröffentlichte er Miracle in East Texas. Bei beiden übernahm er auch die Hauptrolle. 2022 stellte er die Fortsetzung von Left Behind (2014), Left Behind: Rise of the Antichrist, fertig. Die Story setzt rund sechs Monate nach dem Ende des ersten Films ein. Auch hier übernahm Sorbo die Hauptrolle. Der Film wurde auf dem Marché du film im Jahr 2022 uraufgeführt.

## Privates und Sonstiges
Am 5. Januar 1998 heiratete er die Schauspielerin Sam Jenkins. Das Paar hat drei Kinder.
Er ist Vorsitzender und Pressesprecher von „A World Fit For Kids“, einer evangelikalen Organisation, die versucht, mithilfe von Ratgebern Großstadtkindern durch Religion, Schule, Fitness und Sport eine positive Lebenseinstellung zu vermitteln.

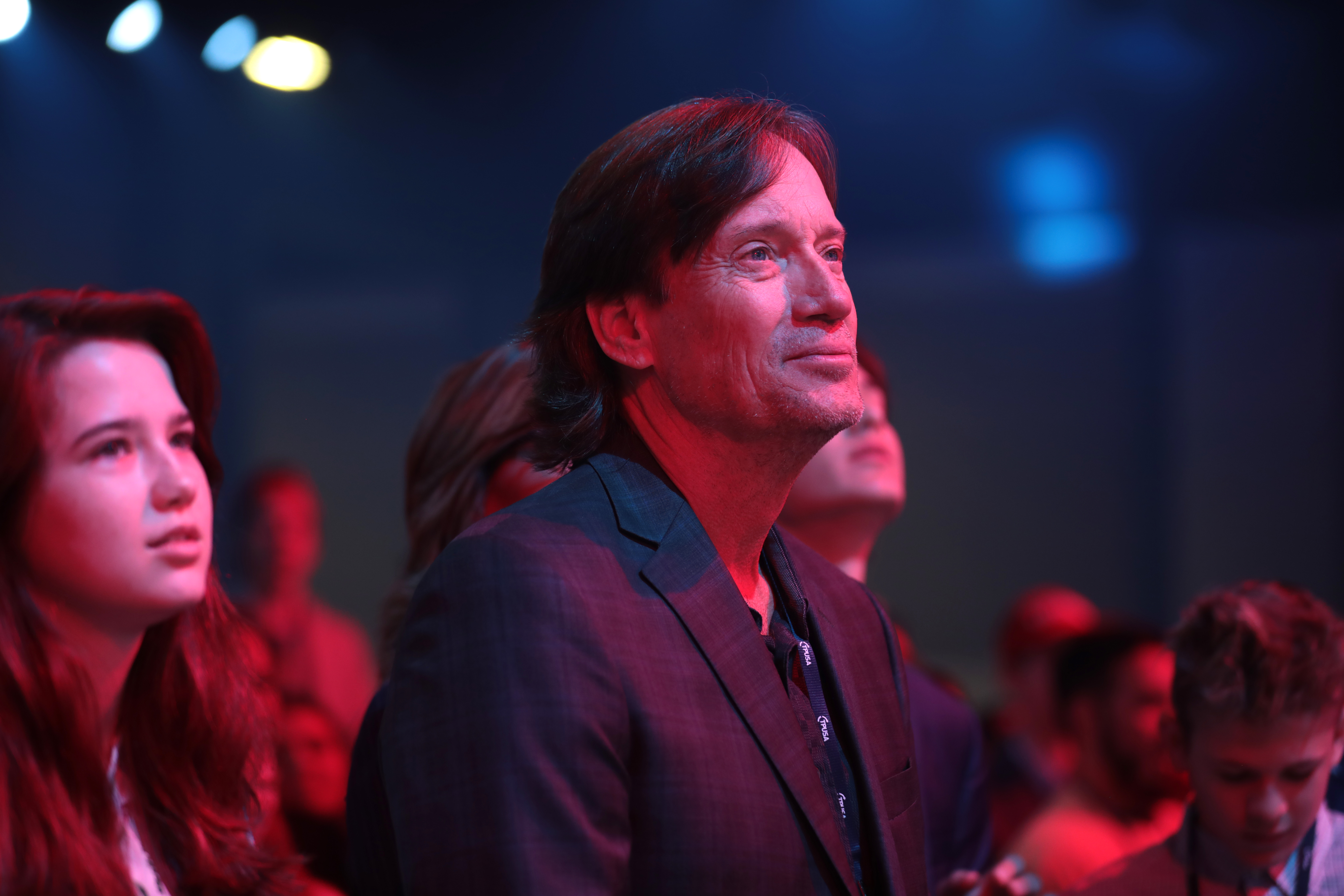
Sorbo auf einem TPUSA-Event (2013)

Sorbo steht politisch rechts. Er sympathisierte am 6. Januar 2021 deutlich mit den das Kapitol der Vereinigten Staaten stürmenden Anhängern des US-Präsidenten Donald Trump und verbreitete anschließend die Falschinformation, dass der Sturm durch die als Trump-Unterstützer verkleidete Antifa erfolgt sei.
Im Deutschen wird Sorbo zumeist von Ekkehardt Belle und Torsten Michaelis synchronisiert.

## Filmografie (Auswahl)

### Fernsehserien
- 1988: California Bulls (1st & Ten, eine Folge)
- 1991: California Clan (Santa Barbara, eine Folge)
- 1992: Cheers (eine Folge)
- 1993: Mord ist ihr Hobby (Murder, she wrote, eine Folge)
- 1993: Der Polizeichef (The Commish, eine Folge)
- 1995–1999: Hercules
- 1995–2001: Xena – Die Kriegerprinzessin (Xena: Warrior Princess, 2 Folgen)
- 1995: Cybill (eine Folge)
- 1999: Just Shoot Me – Redaktion durchgeknipst (Just Shoot Me, eine Folge)
- 2000–2005: Andromeda (110 Folgen)
- 2001: Dharma & Greg (vier Folgen)
- 2003: Immer wieder Jim (According to Jim, eine Folge)
- 2006: Two and a Half Men (eine Folge)
- 2006–2007: O.C., California (The O.C., 7 Folgen)
- 2007: Psych (eine Folge)
- 2010: Hawaii Five-0 (eine Folge)
- 2012: Apartment 23 (Don’t Trust the B---- in Apartment 23, eine Folge)
- 2017: Supergirl (3 Folgen)

### Filme
- 1994: Der Mord der unschuldigen Kinder (Slaughter of the Innocents)
- 1994: Hercules und das Amazonenheer (Hercules and the Amazon Women, Fernsehfilm)
- 1994: Hercules und das vergessene Königreich (Hercules and the Lost Kingdom, Fernsehfilm)
- 1994: Hercules und der flammende Ring (Hercules and the Circle of Fire, Fernsehfilm)
- 1994: Hercules im Reich der toten Götter (Hercules in the Underworld, Fernsehfilm)
- 1994: Hercules im Labyrinth des Minotaurus (Hercules in the Maze of the Minotaur, Fernsehfilm)
- 1997: Hercules & Xena: Wizards of the Screen
- 1997: Kull, der Eroberer (Kull the Conqueror)
- 1998: Hercules & Xena – Der Kampf um den Olymp (Hercules and Xena – The Animated Movie: The Battle for Mount Olympus, Stimme)
- 2004: Clipping Adam
- 2006: Last Chance Cafe
- 2007: Walking Tall: The Payback
- 2007: Endstation – Angriff aus dem Untergrund (Something Beneath)
- 2007: Walking Tall: Lone Justice
- 2007: Avenging Angel
- 2008: Meine Frau, die Spartaner und ich (Meet the Spartans)
- 2008: Big Fat Important Movie (An American Carol)
- 2009: Bitch Slap
- 2009: Lightning Strikes
- 2009: Fire from Below – Die Flammen werden dich finden (Fire from Below)
- 2009: Tommy und das coole Muli (Tommy and the Cool Mule)
- 2010: The Sword and the Sorcerer 2
- 2010: Paradox – Die Parallelwelt (Paradox)
- 2010: What If … Ein himmlischer Plan (What If …)
- 2011: Soul Surfer
- 2011: Julia X 3D
- 2011: Coffin
- 2011: Flesh Wounds – Blutige Wunden (Flesh Wounds)
- 2011: Poolboy: Drowning Out the Fury
- 2012: Wege einer Freundschaft (Abel’s Field)
- 2012: Der Engel von Nebenan (Christmas Angel, Fernsehfilm)
- 2013: Storm Rider – Schnell wie der Wind (Storm Rider)
- 2013: Paranormal Movie
- 2013: Alone for Christmas: Bone – Allein zu Haus (Alone for Christmas)
- 2014: Sternenkrieger – Survivor (Survivor)
- 2014: Piranha Sharks
- 2014: Gott ist nicht tot (God’s Not Dead)
- 2014: Mythica – Weg der Gefährten (Mythica: A Quest for Heroes)
- 2015: Mythica – Die Ruinen von Mondiatha (Mythica: The Darkspore)
- 2015: Mythica – Der Totenbeschwörer (Mythica: The Necromancer)
- 2016: Mythica: The Iron Crown
- 2016: Mythica: The Godslayer
- 2016: Rodeo Girl
- 2017: Boone – Der Kopfgeldjäger (Boone: The Bounty Hunter)
- 2017: Im Licht der Wahrheit (Let There Be Light)
- 2018: Bernie, der Delfin (Bernie The Dolphin)
- 2021: Das Mädchen, das an Wunder glaubt (The Girl Who Believes in Miracles)
- 2024: The Firing Squad
- 2024: Reagan

## Videospiele (Auswahl)
- 2009: The Conduit (Stimme von Prometheus)
- 2010: God of War III (Stimme von Hercules)
- 2015: Smite (Stimme von Retro Hercules Skin)